# Philippe Pelletier
Pour les articles homonymes, voir Pelletier (homonymie).
Philippe Pelletier, né le 7 février 1956 à Paris 17e, est un enseignant-chercheur, géographe libertaire français spécialiste du Japon, où il a résidé et travaillé pendant huit ans, ainsi que d’Elisée Reclus et de la géographie de l’environnement.

## Biographie
Il est docteur en géographie depuis 1983, après une thèse intitulée Un paysage traditionnel confronté à la haute-croissance : impacts et recherche d'équilibre dans le Bassin de Nara (Japon) soutenue à l'Université de Saint-Étienne.
Il enseigne ensuite à l'université Lumière Lyon 2, ainsi qu'à l'Institut d'études politiques de Lyon. Il fut membre du Centre de recherches sur le Japon contemporain (à l'EHESS de Paris) avant d'intégrer l'Institut d'Asie orientale (à Lyon) dont il a démissionné en 2002 en refusant un financement par une fondation liée à l'extrême droite japonaise. Il est membre de l'UMR 5600 Environnement, Ville, Société. En 1994, il a dirigé l'élaboration du tome 5 de la Géographie universelle avec le RECLUS.
Son travail porte à la fois sur le paysage, l'insularité, la ville, l'environnement et la géographie politique.
Il se lance dans le militantisme en 1976 lors de la grève contre la réforme du second cycle en participant au Mouvement d'action syndicale (MAS) syndicat étudiant proche de la CFDT et du PSU. En 1981, il crée à Saint-Étienne la radio associative, Radio Dio. Il s'engage dans le groupe Nestor-Makhno de la Fédération anarchiste à Saint-Étienne. De 1990 à 1993, il s’investit dans le collectif libertaire « Les mauvais jours finiront ». Il est mandaté au secrétariat des relations internationales de la Fédération anarchiste de 1992 à 1994.
Il est co-directeur scientifique du Festival international de géographie de 2014 à 2016.
En 2023, il reçoit le Grand Prix de la société de Géographie pour l’ensemble de son œuvre et en particulier pour son ouvrage Écologie et géographie. Une histoire tumultueuse (XIXe – XXe siècle) (CNRS Editions, 2022).

## Travaux
Selon sa fiche de présentation sur un ouvrage récent, ses travaux portent sur "la géographie du Japon, la géopolitique, l’histoire intellectuelle des rapports entre écologie et géographie, l’anthropocène et la géographie d’Élisée Reclus".
Il  a obtenu le Prix Shibusawa-Claudel (1998) et le Grand Prix de l’Académie de Marine 1999 pour son ouvrage La Japonésie (1997).
Philippe Pelletier est un critique de l'écologie au travers de nombreuses contributions, dans des livres, des revues ou des colloques ainsi que dans Le Monde libertaire[réf. souhaitée]. Il s'interroge sur les origines du mouvement écologiste, les questions environnementales, telles que l'évolution du climat, ou sur le concept de productivisme qui masque, selon lui, le fait que la société capitaliste ne produit pas pour produire mais pour vendre[réf. souhaitée].
Dans son essai, Le puritanisme vert. Aux origines de l’écologisme, (2021), il s'efforce de montrer les liens entre l’écologisme et le religieux à travers le puritanisme protestant, inscrivant ses réflexions dans la continuití des travaux de Max Weber développés dans L'Éthique protestante et l'Esprit du capitalisme.

## Réception critique
Dans un commentaire sur Effondrement et capitalisme vert: la collapsologie en question, le sociologue Roland Pfefferkorn indique à propos de l'auteur  « ses arguments font souvent mouche. Mais il tape à côté quand il nie la question climatique et brocarde Greta Thunberg en la qualifiant de « passionaria du climat » ».
Pour Hugo Mazzero, chargé d'enseignement en Géographie, le propos de l'ouvrage Le puritanisme vert. Aux origines de l’écologisme paru en 2021 est cohérent dans son ensemble, l’auteur mobilisant « des références et des sources variées, cependant les exemples et les arguments développés sont inégalement convaincants. » Philippe Pelletier propose, selon lui, « une critique forte et argumentée des dimensions moins glorieuses de certains courants écologistes qui ont entretenu des liens intimes avec l’eugénisme, le racisme, les totalitarismes ou encore le malthusianisme radical et l’anti-immigration ». Au total, l'essai est « riche en exemples et en idées stimulantes tout en développant une lecture originale de l’histoire de l’écologisme. ». Il reproche néanmoins à l’essai « d’alimenter l’ambiguïté entre écologisme et écologie ». Selon Mazzero, Philippe Pelletier critique les travaux du GIEC et des scientifiques du climat sans apporter d'éléments appuyant ses mises en cause, qui de ce fait, relèvent d’« une forme de climato-scepticisme ».
Bien au contraire, selon Hérodote, la « revue de géographie et de géopolitique », son livre Écologie et géographie, une histoire tumultueuse (XIXe-XXe siècle) apporte « de solides arguments (fondements religieux avec l’influence du puritanisme) » à propos des « orientations del’écologie », et sa « critique des travaux du Club de Rome et du rapport Meadows au service des intérêts américains paraît très juste ».
De même, pour Guillaume Sauvage, « il faut lire, L’Anarchie des météores » car « son but n’est pas de nier les “changements“, mais au contraire de les cerner vraiment », tandis qu’il dénonce « la fuite en avant “technosolutionniste“ » via le « renforcement de l’électronucléaire prétendument décarboné » et la « géoingénierie ».

## Œuvres
- L'imposture écologiste, RECLUS, 1993.  (ISBN 2-7011-2776-9)
- L'insularité dans la Mer Intérieure japonaise, Cret de Bordeaux, 1995.  (ISBN 978-2905081209)
- Le Japon, A.Colin, Collection Prépas. Série Géographie, 1997.  (ISBN 978-2200016500)
- La Japonésie : Géopolitique et géographie historique de la surinsularité au Japon, CNRS Éditions, Collection Espaces et milieux, 1998.  (ISBN 2271055210)
- Japon. Crise d’une autre modernité, Belin, Collection Asie plurielle, 2003.  (ISBN 2701134196)
- Le Japon, Le Cavalier Bleu, Collection Idées reçues, 2004.  (ISBN 2846700915)
- Le Japon, une puissance en question, La Documentation Française, Collection La Documentation photographique, 2004.
- Super Yalta: Esquisse de la situation géopolitique mondiale en 1991, Éditions du Monde libertaire, Collection Brochure anarchiste, 2006.  (ISBN 978-2903013219)
- Le Japon : Géographie, géopolitique et géohistoire, SEDES, Collection Impulsion, 2007.  (ISBN 978-2716650021)
- Elisée Reclus, géographie et anarchie, Paris, Éditions du Monde libertaire,  (ISBN 978-291551 4315), Les Éditions libertaires  (ISBN 978-291498 0814), 2009.
- L'anarchisme, Éditions du Cavalier Bleu, 2010,  (ISBN 978-2-84670-308-6).
- L'Extrême-Orient. L'invention d'une histoire et d'une géographie, Folio/Histoire, 2011,  (ISBN 978-2-07-035674-4).
- La fascination du Japon : Idées reçues sur l'archipel japonais , Le Cavalier Bleu, 2012,  (ISBN 2846703957).
- Atlas du Japon : Après Fukushima, une société fragilisée, avec Carine Fournier cartographe, Autrement, 2012,  (ISBN 978-2746732131).
- Géographie et anarchie : Reclus, Kropotkine, Metchnikoff, Éditions du Monde libertaire, 2013.
- Anarchisme, vent debout : idées reçues sur le mouvement libertaire, Paris, Éditions du Cavalier bleu, coll. « Idées reçues », septembre 2013, 256 p. (présentation en ligne)
- Kôtoku Shûsui : socialiste et anarchiste japonais, Éditions du Monde libertaire, 2015.
- Climat et capitalisme vert, De l'usage économique et politique du catastrophisme, Nada éditions, 2015[12].
- Albert Camus, Élisée Reclus et l’Algérie : les « indigènes de l’univers », Le Cavalier bleu, 2015, notice éditeur.
- Les îles Gotô, voyage aux confins de la Japonésie, Le Cavalier Bleu, 2015  (ISBN 978-2-846706575).
- Effondrement et capitalisme vert: la collapsologie en question, Nada Editions, 340 pages, 2020  (ISBN 9791092457384)
- L’Empire des Yakuza. Pègre et nationalisme au Japon, Le Cavalier Bleu, 2021  (ISBN 9791031804583).
- Noir & Vert. Anarchie et écologie, une histoire croisée. Le Cavalier Bleu, « Mobilisations », 2021, 208 pages[13]
- Le Puritanisme vert. Aux origines de l’écologisme, Le Pommier, 2021
- Une merveille de l'histoire : le Japon vu par Élisée Reclus et Léon Metchnikoff . Ed. de la Sorbonne, 2022
- Écologie et géographie : une histoire tumultueuse (XIXe – XXe siècle). CNRS éd., 2022
- Géopolitique du Japon : l'Empire insulaire. PUF, 2023
- L'invention du Japon : les masques de la tradition et les réalités de la modernité. Nouvelle éd. revue et corrigée. Le Cavalier bleu, 2023
- Figures de l'anarchisme :femmes et hommes de liberté. Le Cavalier Bleu, 2024
- L'Anarchie des Météores, Une analyse savante et critique de la question climatique, Éditions du Monde Libertaire, 2025.

### Ouvrages collectifs
- avec Annick Gallouédec-Deshayes, Le Japon, Documentation française, 1988.
- avec Pierre Gentelle (codir.), Chine, Japon, Corée, tome 5 de la Géographie universelle, Belin, 1994, rééd. 2001,  (ISBN 2701116643).
- avec Marc Bourdier, L'archipel accaparé. la question fonciere au Japon, Éditions de l'EHESS, 2001,  (ISBN 978-2713213175).
- (dir.), Identités territoriales en Asie orientale, les Indes savantes, 2004,  (ISBN 2-84654-056-X).
- avec Isabelle Lefort, Grandeurs et mesures de l'écoumène, Anthropos, 2006,  (ISBN 978-2717852264).
- (dir.), Géopolitique de l'Asie, Nathan, Collection Nouveaux continents, 2006,  (ISBN 2091796972).
- (en) avec Carola Hein, Cities, autonomy and decentralization in Japan, Routledge, 2006,  (ISBN 0-415-32603-6).
- avec Isabelle Lefort (coord.), Élisée Reclus et nos géographies, Textes et prétextes, Noir & Rouge, 2013.
- avec Frank Mintz, René Berthier, Maurizio Antonioli, Gaetano Manfredonia, Jean-Christophe Angaut, Philippe Corcuff, Actualité de Bakounine 1814-2014, Éditions du Monde libertaire, 2014,  (ISBN 9782915514568), extraits en ligne.
- Anarchie et cause animale. Vol 1, Textes fondateurs. 2e éd. Éditions du monde libertaire, 2022
- Anarchie et cause animale. Vol 2, Actualités de la problématique. 2e éd. Éditions du monde libertaire, 2022
- Coordinateur, avec Pauline Couteau, Nicolas Eprendre et Federico Ferretti, de  "Élisée Reclus, les 101 mots", Les Presses du Réel, Dijon, 2024.

### Articles (sélection)
- « L'« ordre d'irrigation » dans le bassin de Nara (Japon) », in Études rurales, 93-94 - Les hommes et l'eau, 1984.
- Un géographe novateur, Kropotkine, Itinéraire, Une vie, une pensée, no 3, 1988, p. 19-22, présentation en ligne.
- L’influence kropotkinienne en Asie orientale, Kropotkine, Itinéraire, Une vie, une pensée, no 3, 1988, p. 43-48, présentation en ligne.
- Une œuvre : nationalisme contre culture, Rudolf Rocker, Itinéraire, Une vie, une pensée, no 4, 1988, p. 32-35, présentation en ligne.
- « Insularité et démographie dans la Mer Intérieure japonaise », in Mappemonde, 4/92, 1992.
- Sakae Ōsugi, Une Quintessence de l'anarchisme au Japon, Ebisu, Persée, no 1, 2002, p. 93-118, texte intégral.
- « De la guerre totale (1941) à la guerre de Fukushima (2011) », in Outre-Terre. Revue européenne de géopolitique. Haïti, Sichuan, Fukushima. États d'urgence, no 35-36, janvier-février 2013, p. 399-438.
- « Les territoires de l’imaginaire libertaire », sur Libération.fr, 30 septembre 2015.

### Article de presse
- Jean-Claude Faure, Les Reclusiennes ont convaincu , Sud Ouest, 22 juillet 2013, texte intégral.

### Film
- Participation aux côtés de Federico Ferretti, Hélène Sarrazin, Marianne Tsioli et Kenneth White au film documentaire Élisée Reclus, la passion du monde, de Nicolas Eprendre,52 minutes, 2012, Antoine Martin-Sancho et Compagnie.

### Radio
- Sur le site de radiofrance.fr.
  - Jean Lebrun, Gaetano Manfredonia, Les anarchistes et l'écologie, La marche de l'histoire, France Inter, 16 février 2015, écouter en ligne.
  - Jean Lebrun, Philippe Pelletier, Les anarchistes : le moment terroriste, et après ?, France Inter, 26 novembre 2015, écouter en ligne.
  - "Avoir raison avec Élisée Reclus", invité de l'épisode 3: "anarchiste militant: être libre jusqu'au bout du monde"

### Notices
- Dictionnaire des anarchistes, « Le Maitron » : notice biographique.